# Vegetarische bode
Vegetarische bode: orgaan van den Nederlandschen Vegetariersbond: maandblad gewijd aan de belangen van het vegetarisme verscheen maandelijks tussen 1897 en 1950.
Het tijdschrift was het officiële orgaan van de Nederlandse Vegetariërsbond, die in 1894 was opgericht. De vegetarische bode werd in 1971 voortgezet onder de naam Leven & laten leven en stapte in 2000 over op de titel Leven. Tijdens de oprichting van het tijdschrift was het vegetarisme in Nederland nog redelijk onbekend. Vleesloze voeding werd rond 1895 als zeer ongezond beschouwd en fruit werd gerekend tot de genotsmiddelen. De Vegetariërsbond probeerde, onder andere door middel van het tijdschrift, dit beeld van vegetarisme aan te passen. De vegetarische bode deed maandelijks verslag van de verrichtingen van de vegetarische beweging. Het blad bevat bijdragen over voedselbereiding en de voedzaamheid van vegetarische gerechten en artikelen over de ideologische aspecten van vegetarisme. Daarnaast stonden er in het tijdschrift ledenlijsten en verslagen van vergaderingen van de bond.